# 乳源杜鹃
乳源杜鹃（学名：Rhododendron rhuyuenense），为杜鹃花科杜鹃花属下的一个植物种。